# 鳥海高太朗
鳥海 高太朗（とりうみ こうたろう、1978年7月17日 - ）は、日本の航空・旅行アナリスト。帝京大学理工学部非常勤講師

## 来歴
千葉県木更津市生まれ、千葉県富津市で育つ。生後3ヶ月に、母親の実家が所在する石川県の小松空港に向かう初めて航空機に搭乗し、小学6年時に初めて海外旅行に赴いた経験から、航空業界へ魅了された。
富津市立青堀小学校、成城学園中学校高等学校卒業。大学4年時の2000年に、スコットランドエジンバラに留学。2002年3月、成城大学経済学部経営学科卒業後、同年4月に食品会社に入社。
同社勤務後に退職し、城西国際大学観光学部ウェルネスツーリズム学科助手として従事。2013年4月、同大大学院国際アドミニストレーション研究科国際アドミニストレーション専攻に入学、2014年3月、修了。
在学中、並行して2013年9月に帝京大学理工学部航空宇宙工学科非常勤講師として着任し、2020年度以後は同大経済学部地域経済学科の授業も受け持っている。城西国際大時代からフルサービス、ローコストキャリア航空会社の各種サービスの研究を行っており、その研究の見識をWeb発信や放送メディア等で発信してる媒体の中にはANAグループの物もあり、2007年から2015年まで 「ANAわかりやすいニュース配信」の筆者を務め現「What’s up? ANA」編集者でANAグループの取り組みを取材・寄稿している。また、2016年12月に航空機に特化したニュースサイト「ひこ旅」を立ち上げた。2022年12月にYouTubeチャンネル「鳥海高太朗のPTA 鳥ちゃんねる」を開設した。

## 出演番組

### テレビ
- ひるおび!（TBSテレビ）
- ウェークアップ!（読売テレビ）
- 情報ライブ ミヤネ屋（読売テレビ）
- 報道ステーション（テレビ朝日） - 2019年12月17日
- 中居正広の土曜日な会（テレビ朝日）
- とびっきり!しずおか（静岡朝日テレビ）

### ラジオ
- 吉田照美 ソコダイジナトコ（文化放送）※7時の情報デリバリー「鳥海高太朗のマル得トラベル」火曜 - 2011年10月4日 - 2013年3月26日
- 林家正蔵のサンデーユニバーシティ（文化放送）- 2011年10月2、9日、2012年5月27、6月3日、9月30日、10月7日、2013年3月31、4月7日
- 吉田照美 飛べ!サルバドール（文化放送）
- オトナカレッジ→朝活版オトナカレッジ（文化放送）- 2015年10月2日 -
- 斉藤一美 ニュースワイドSAKIDORI!（文化放送）
- 明日へのエール〜ことばにのせて〜（TBSラジオ）
- 荻上チキ・Session-22（TBSラジオ）
- 辛坊治郎ズーム そこまで言うか!（ニッポン放送） 月一レギュラー
- 飯田浩司のOK! Cozy up!（ニッポン放送） - 2020年12月28日
- 長野智子アップデート（文化放送） - 2024年4月17日 -

## 著作
- 『That’s ANA マニュアル ANA 公式ガイドブック』角川書店〈カドカワムック〉、2008年11月12日。ISBN 978-4-0462-1217-7。全169ページ。
- 『エアラインの攻防』宝島社〈宝島社新書〉、2013年12月9日。ISBN 978-4-8002-1929-9。全231ページ。
- 『天草エアラインの奇跡。赤字企業を5年連続の黒字にさせた変革力!』集英社、2016年6月3日。ISBN 978-4-0878-6060-3。全216ページ。
- 『コロナ後のエアライン』宝島社、2021年4月12日。ISBN 978-4-2990-1502-0。全256ページ。